# Rivière Dumont (rivière Nicolet)
Pour les articles homonymes, voir Dumont.
La rivière Dumont est un affluent de la rivière Nicolet laquelle se déverse sur la rive sud du fleuve Saint-Laurent. La rivière Dumont coule entièrement dans la municipalité de Chesterville, dans la municipalité régionale de comté (MRC) d'Arthabaska, dans la région du Centre-du-Québec, au Québec, au Canada.

## Géographie
Les bassins versants voisins de la rivière Dumont sont :
- côté nord : rivière Brooks, rivière Bulstrode, cours d'eau des L'Heureux ;
- côté est : ruisseau Gobeil, rivière Bulstrode ;
- côté sud : rivière Blanche (rivière Nicolet) ;
- côté ouest : rivière Nicolet.

Ce ruisseau sa source en zone montagneuse à 1,8 km au nord du village de Chesterville dans la municipalité de Chesterville, entre deux montagnes (sommet de 300 m à l'ouest et 482 m à l'est).
La rivière Dumont coule sur 4,1 km selon les segments suivantsː
- 3,1 km vers l'ouest, puis le sud, en passant au nord du village de Chesterville, jusqu'au chemin Craig Nord qui traverse ce village ;
- 1,0 km vers le sud-ouest, en traversant sous le chemin de fer, jusqu'à son embouchure.

La rivière Dumont se déverse sur la rive nord-est de la rivière Nicolet à 1,4 km au sud-ouest du centre du village de Chesterville.

## Toponymie
Le terme "Dumont" constitue un patronyme de famille d'origine francophone.
Le toponyme "rivière Dumont" a été officialisé le 5 septembre 1985 à la Commission de toponymie du Québec.